# Autódromo Viedma
Autódromo Viedma – argentyński tor wyścigowy, położony w miejscowości Viedma, w prowincji Río Negro, otwarty 25 kwietnia 2004 roku.
Tor posiada dwa rodzaje dróg, dzięki czemu możliwe jest rozgrywanie wyścigów zarówno na poziomie krajowym, jak i międzynarodowym. Używany jest obecnie do rozgrywania wyścigów takich serii jak: Turismo Carretera, Súper TC 2000 oraz Turismo Nacional. Najważniejszym i najbardziej prestiżowym wyścigiem rozgrywanym na torze Autódromo Viedma jest jeden z wyścigów serii TC 2000.
Tor, wraz z całą jego zabudową, zajmuje obszar około 100 ha. Jest na nim wiele „ścieżek”, dzięki czemu istnieje wiele możliwości tras wyścigowych. Najkrótsza możliwa trasa jest o długości 2137 m, zaś najdłuższa - 4140 m.
Tor Autódromo Viedma położony jest 5 km od miasteczka Viedma, z którego na tor można dostać się drogą prowincjonalną numer 51.